# Chrysodeixis subsidens
Chrysodeixis subsidens là một loài bướm đêm trong họ Noctuidae.

## Hình ảnh

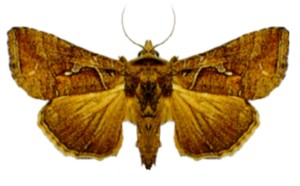
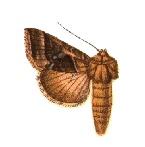
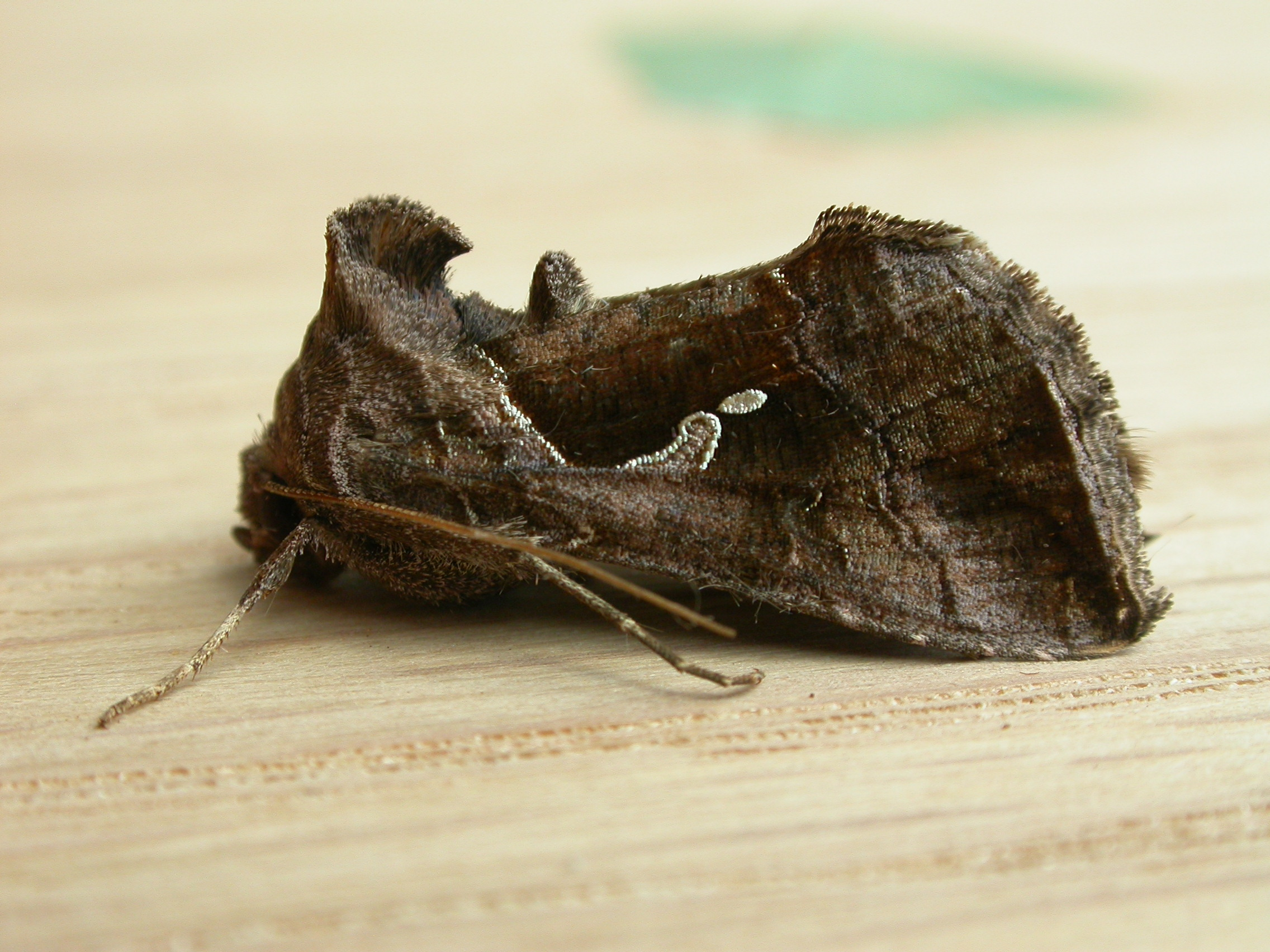
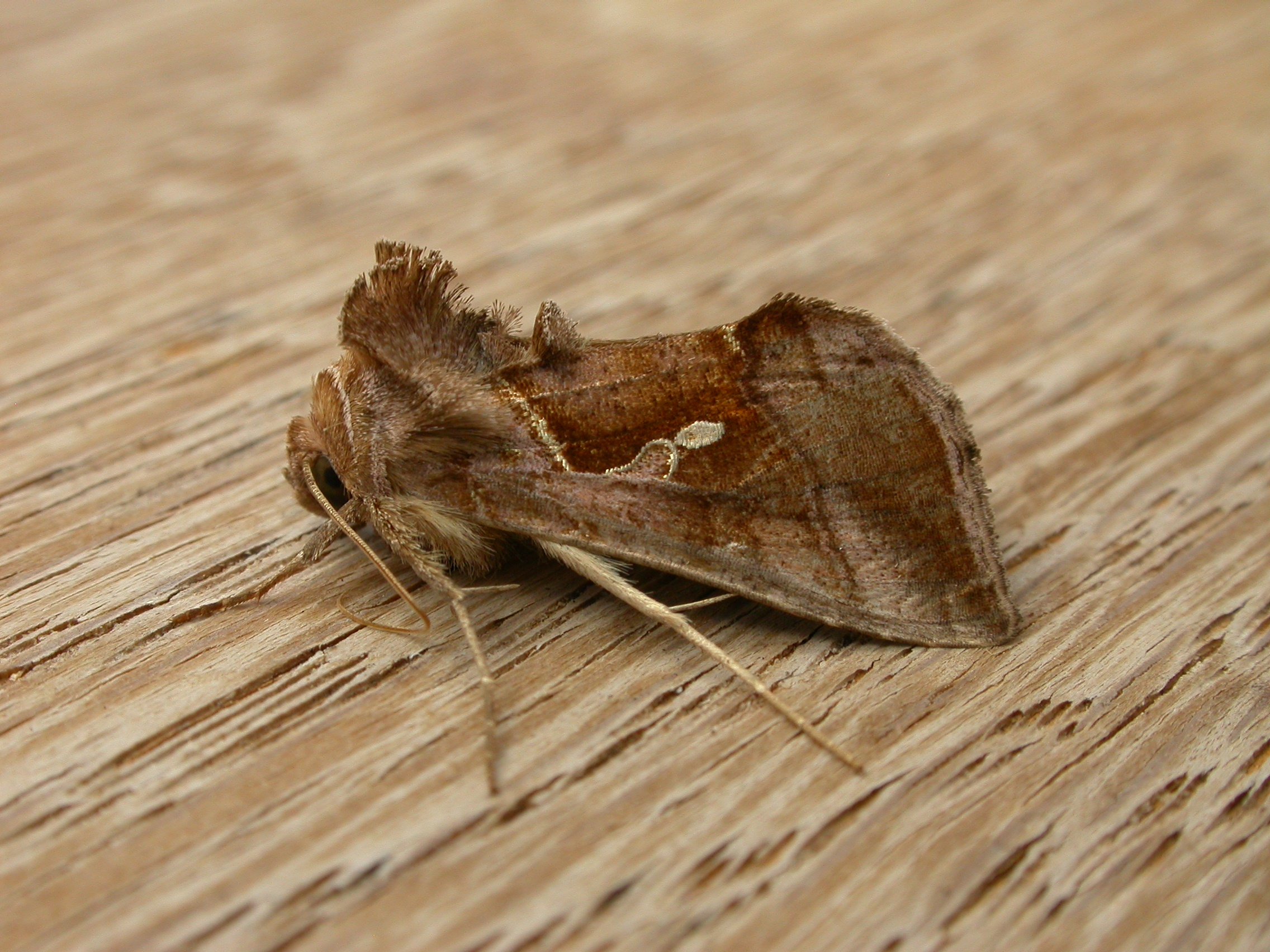